# نيويورك جتس
نيويورك جتس (بالإنجليزية: New York Jets)‏ هو نادي كرة القدم الأمريكية أمريكي تأسس في 1960 ، يقع مقره الرئيسي في نيويورك، ويديريه روبرت جونسون، ويلعب في الدوري الوطني لكرة القدم الأمريكية، ودوري كرة القدم الأمريكية ‏.

## وصلات خارجية
- الموقع الرسمي